# Stazioni ferroviarie di Roma
1 Appiano
2 Aurelia
3 Balduina
4 Capannelle
5 Casilina
6 Cesano di Roma
7 Colle Mattia
8 Fidene
9 Fiera di Roma
10 Gemelli
11 Ipogeo degli Ottavi
12 La Giustiniana
13 La Rustica Città
14 La Rustica U.I.R.
15 La Storta
16 Lunghezza
17 Magliana
18 Monte Mario
19 Muratella
20 Nomentana
21 Nuovo Salario
22 Olgiata
23 Ostiense
24 Ottavia
25 Palmiro Togliatti
26 Ponte di Nona
27 Ponte Galeria
28 Prenestina
29 Quattro Venti
30 Salone
31 San Pietro
32 San Filippo Neri
33 Serenissima
34 Settebagni
35 Termini
36 Tiburtina
37 Torricola
38 Tor Sapienza
39 Trastevere
40 Tuscolana
41 Valle Aurelia
42 Val d'Ala
43 Vigna Clara
44 Villa Bonelli
45 Acilia
46  Acilia Sud
47 Acqua Acetosa
48 Campi Sportivi
49 Casal Bernocchi-Centro Giano
50 Castel Fusano
51 Centocelle
52 Centro Rai
53 Cristoforo Colombo
54 Due Ponti
55  Giardino di Roma
56 Grottarossa
57 Labaro
58 La Celsa
59 La Giustiniana
60 Ostia Centro
61 Ostia Nord
62 Monte Antenne
63 Montebello
64 Ostia Antica
65 Piazza Euclide
66 Piazzale Flaminio
67 Ponte Casilino
68 Porta Maggiore
69 Roma Porta San Paolo
70 Prima Porta
71 Roma Laziali
72 Saxa Rubra
73 Stella Polare
74 Tor di Quinto
75 Tor di Valle
76  Torrino-Mezzocammino
77 Vitinia
La città di Roma conta 71 stazioni ferroviarie quotidianamente utilizzate per il servizio viaggiatori, di cui 44 gestite da RFI (controllata da FSI) e 27 da ASTRAL (azienda mobilità della Regione Lazio).
La prima stazione per numero di passeggeri è la stazione di Roma Termini, che è anche il principale scalo ferroviario italiano, seguita dalla stazione di Roma Tiburtina. Entrambi gli scali principali sono serviti da collegamenti ferroviari ad alta velocità verso le principali destinazioni.
Svariate stazioni sono servite dai servizi ferroviari suburbani di Roma; inoltre in molte di esse è possibile effettuare l'interscambio (più o meno diretto) con la metropolitana di Roma.
Numerose ulteriori stazioni sono in fase di realizzazione (tra cui la stazione di Pigneto, importante nodo di interscambio con la linea C della metropolitana di Roma) o di progetto.